# Bello Babatounde
Bello Issiaka Babatounde, né le 6 octobre 1989 à Esan North East (État d'Edo, Nigeria), est un footballeur international béninois.

## Biographie
En août 2005 lors des éliminatoires de la CAN 2006, Bello Babatounde honore sa 1re sélection en équipe béninoise, pour affronter le Soudan à Cotonou.
Le 15 septembre 2010 avec le MŠK Žilina, Bello fait sa 1re apparition en Ligue des champions pour affronter Chelsea au stade Pod Dubňom de Žilina (défaite 4-1). Il devient par la même occasion, le 1er footballeur international béninois à disputer une rencontre de Ligue des champions. Lors du match retour à Stamford Bridge, il ouvre le score à la 19e minute du match mais ne peut empêcher la défaite de son équipe 2-1.
Il possède également la nationalité nigériane.

## Palmarès
- MŠK Žilina
  - Championnat de Slovaquie
    - Vainqueur : 2007, 2010

  - Supercoupe de Slovaquie
    - Vainqueur : 2007, 2010